# سوفی بلانشار
سوفی بلانچارد (فرانسوی: Sophie Blanchard‎; ‏۲۵ مارس ۱۷۷۸ – ۶ ژوئیهٔ ۱۸۱۹) یک مکانیک پرواز اهل فرانسه بود. بلانچارد نخستین زن بود که به عنوان یک بالونیست حرفه‌ای کار می‌کرد و بعد از مرگ شوهرش، بیش از ۶۰ صعود را ادامه داد. او در سراسر اروپا به علت استفاده از بالون خود شناخته شد. بالونیست یک کسب و کار خطرناک برای پیشگامان بود. بلانچارد چندین بار آگاهی را از دست داد، دمای هوای سرد را تحمل کرد و زمانی که بالون او در یک جنگل سقوط کرد، تقریباً غرق شد. در سال ۱۸۱۹، او اولین زن بود که در یک حادثه هوایی کشته شد.